# Pera (gênero)
Pera é um género botânico pertencente à família Euphorbiaceae.
O gênero Pera é Neotropical. Tem uma característica peculiar que é a inflorescencia estarm encoberta por uma bráctea, dando a aparência de uma flor isolada. 
São árvores e arbustos. Tem folhas simples, alternas e raramente opostas (Pera oppositifolia). As inflorescencias sao axilares, apresentam em geral duas bráctes pequenas na base da inflorescencia.

## Espécies
Formado por 52 espécies:
| - Pera alba - Pera androgyna - Pera anisotricha - Pera aperta - Pera arborea - Pera bahiana - Pera bailloniana - Pera barbellata - Pera barbinervis - Pera benensis - Pera bicolor - Pera bumeliaefolia - Pera bumelifolia - Pera cinerea - Pera citriodora - Pera coccinea - Pera colombiana - Pera corcovadensis | - Pera decipiens - Pera depressa - Pera distichophylla - Pera domingensis - Pera echinocarpa - Pera ekmanii - Pera elliptica - Pera frutescens - Pera furfuracea - Pera glabrata - Pera glaziovii - Pera glazioviana - Pera glomerata - Pera heteranthera - Pera heterodoxa - Pera incisa - Pera klotzschiana | - Pera leandri - Pera longipes - Pera membranacea - Pera microcarpa - Pera mildbraediana - Pera nitida - Pera obovata - Pera obtusifolia - Pera oppositifolia - Pera orientensis - Pera ovalifolia - Pera pallidifolia - Pera parvifolia - Pera polylepis - Pera pulchrifolia - Pera rubra - Pera tomentosa |

## Nome e referências
Pera Mutis